# Mazerolles-le-Salin
Mazerolles-le-Salin ist eine französische Gemeinde mit 220 Einwohnern (Stand: 1. Januar 2022) im Département Doubs in der Region Bourgogne-Franche-Comté. Sie gehört zum Arrondissement Besançon und ist Mitglied im Gemeindeverband Grand Besançon Métropole. Die Bewohner werden Mazerollais und Mazerollaises genannt.

## Geographie
Mazerolles-le-Salin liegt auf einer Höhe von 250 m über dem Meeresspiegel, etwa zwölf Kilometer westlich der Stadt Besançon (Luftlinie). Das Dorf erstreckt sich auf einer Anhöhe in der leicht gewellten Landschaft zwischen den Flussläufen von Doubs im Süden und Ognon im Norden, westlich der Talmulde der Recologne, die hier noch Ruisseau des Prés genannt wird.
Die Fläche des 4,20 km² großen Gemeindegebiets umfasst einen Abschnitt südlich des Ognon. Das Gebiet ist leicht gewellt und überwiegend von Acker- und Wiesland bestanden; Waldflächen gibt es nur wenige (darunter der Bois Laoutre und der Bois du Canton). Für die Entwässerung nach Norden zum Ognon sorgt der Ruisseau des Prés. Mit 292 m wird auf der Anhöhe westlich des Dorfes die höchste Erhebung von Mazerolles-le-Salin erreicht. Ganz im Westen erstreckt sich das Gemeindeareal bis in die Talniederung des Ruisseau de Pommeau.
Nachbargemeinden von Mazerolles-le-Salin sind Audeux und Champagney im Norden, Chemaudin et Vaux mit Vaux-les-Prés im Osten, Villers-Buzon im Süden sowie Lavernay und Placey im Westen.

## Geschichte
Erstmals urkundlich erwähnt wird Mazerolles im Jahr 1452. Der Ortsname ist wahrscheinlich vom lateinischen Wort maceriola, einer Diminutivform von maceria (aus Lehm geknetete Mauer) abgeleitet. Im Mittelalter gehörte das Dorf zur Herrschaft Audeux. Zusammen mit der Franche-Comté gelangte Mazerolles mit dem Frieden von Nimwegen 1678 definitiv an Frankreich. Im Jahr 1791 wurde fast das ganze Dorf durch einen Großbrand zerstört. Um eine Verwechslung mit anderen gleichnamigen Gemeinden zu vermeiden, wurde Mazerolles 1919 offiziell in Mazerolles-le-Salin umbenannt. Heute ist Mazerolles-le-Salin Mitglied des Gemeindeverbandes Communauté d’agglomération du Grand Besançon.

## Sehenswürdigkeiten

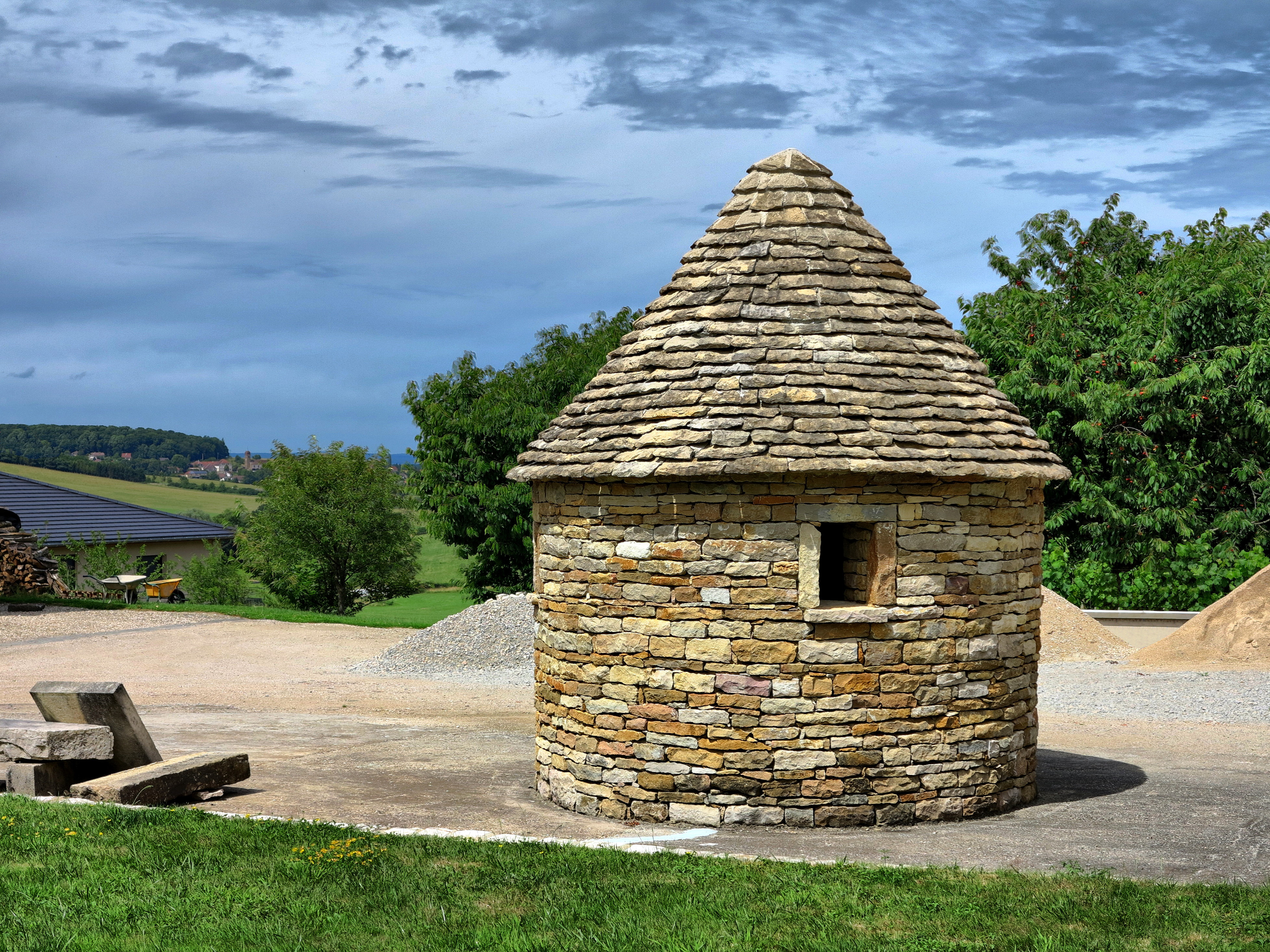
Ein caborde genanntes trocken gemauertes Bauwerk, in dem die Werkzeuge der Winzer aufbewahrt wurden und das als Unterschlupf diente

Die Dorfkirche von Mazerolles-le-Salin wurde im 19. Jahrhundert erbaut.

## Bevölkerung
| Jahr                       | 1962 | 1968 | 1975 | 1982 | 1990 | 1999 | 2005 | 2016 |
| Einwohner                  | 83   | 95   | 122  | 152  | 133  | 171  | 182  | 203  |
| Quellen: Cassini und INSEE |      |      |      |      |      |      |      |      |

Mit 220 Einwohnern (Stand 1. Januar 2022) gehört Mazerolles-le-Salin zu den kleinen Gemeinden des Départements Doubs. Nachdem die Einwohnerzahl in der ersten Hälfte des 20. Jahrhunderts stets im Bereich zwischen 70 und 130 Personen gelegen hatte, wurde seit Mitte der 1960er Jahre ein deutliches Bevölkerungswachstum verzeichnet.

## Wirtschaft und Infrastruktur
Mazerolles-le-Salin war bis weit ins 20. Jahrhundert hinein ein vorwiegend durch die Landwirtschaft (Ackerbau, Obstbau und Viehzucht) geprägtes Dorf. Daneben gibt es heute einige Betriebe des lokalen Kleingewerbes. Mittlerweile hat sich das Dorf auch zu einer Wohngemeinde gewandelt. Viele Erwerbstätige sind Wegpendler, die in der Agglomeration Besançon ihrer Arbeit nachgehen.
Die Ortschaft ist verkehrstechnisch gut erschlossen. Sie liegt nahe der Hauptstraße D67, die von Besançon nach Gray führt. Der nächste Anschluss an die Autobahn A36 befindet sich in einer Entfernung von ungefähr sechs Kilometern. Weitere Straßenverbindungen bestehen mit Audeux, Vaux-les-Prés, Champagney und Villers-Buzon.